# Приключения Пети и Волка
«Приключения Пети и Волка» — российский мультипликационный комедийный фантастический сериал, созданный анимационной студией «Союзмультфильм» совместно с бывшим ведущим сценаристом «Смешариков» Алексеем Лебедевым. Ориентирован на подростков.

## Создание
В 2018 году в рамках кинофестиваля «Аниматика» был презентован анимационный проект «Приключения  Пети и Волка». Тогда  же была показана первая  серия этого проекта. Шоураннером, сценаристом и продюсером сериала стал бывший ведущий сценарист «Смешариков» Алексей Лебедев, который ранее создал такие проекты, как «Атомный лес» и «Пиратская школа». Первоначально, задумка проекта была совсем другой. «Была идея, что Петя видит кошмары, и чаще всего в них появляется Волк, который вовсе не кошмарное видение, а явь, — рассказывает Лебедев. — Он приходит к Пете в комнату, потому что сделал перевалочную базу в шкафу мальчика. В итоге герои знакомятся, и Волк становится проводником Пети по миру кошмаров». Подумав, создатели решили, что не стоит ограничиваться только кошмарами, и сделали путешествие по сказочным мирам рабочими обязанностями Волка. Также, по словам Лебедева, создавая главных персонажей сериала, он ориентировался на персонажей Михаила Кононова и Алексея Грибова из советского художественного фильма «Начальник Чукотки».

## Производство
Над сериалом работает команда из 50–60 человек. Многие художники и режиссеры работают параллельно на нескольких проектах. Вместе с Алексеем Лебедевым режиссерами нескольких эпизодов выступили его коллеги по другим сериалам. Так Наталья Мирзоян ранее выступала в качестве одного из режиссеров «Смешариков», а Роман Соколов снимал несколько серий «Пиратской школы», еще одного проекта Лебедева.

### Сценарий
Помимо главных героев, есть также и второстепенные герои. Характеры каждого в разной степени продумываются заранее, но у главных героев в этом плане преимущество. Образы Пети и Волка давно четко обозначены, что позволяет сценаристам моделировать вокруг них разные ситуации и понимать, как они могут себя проявить в новых обстоятельствах. Лебедев описывает парочку так: «Петя — идеалист в силу возраста. Он верит, что поступать нужно только правильно, и расстраивается, когда необходимо идти на компромиссы. Волк — зрелая личность и тертый калач. Он знает и принимает мир во всей его сложности, но ему импонирует идеализм Пети. Так они дополняют друг друга».

### Раскадровка и озвучка
За сценарием следует раскадровка, на которую обычно дается месяц. На основе раскадровки делается озвучка. Некоторые актеры озвучивают сразу нескольких персонажей. Например, голосом Владимира Маслакова говорят и Волк, и Баба-яга, и одна из голов Змея Горыныча. Другую голову Горыныча озвучивает Андрей Лёвин, который заодно говорит и за папу Пети. А третьей голове свой голос подарил сам Алексей Лебедев.

## Сюжет
Действия происходят в Санкт-Петербурге. Обычный школьник по имени Петя встречает говорящего Волка и помогает ему. Волк рассказывает, что умеет перемещаться между мирами и занимается решением проблем разных сказочных персонажей. Волк просит Петю помочь ему в этом. Мальчик соглашается, и герои вместе начинают помогать фантастическим персонажам в разных мирах. При этом юмористически обыгрываются клише, связанные с персонажем или сказкой.

## Персонажи

### Главные герои
- Петя (Пётр Викторович Семенков) — городской, смышлёный и тихий мальчик, живущий вместе со своими родителями в Санкт-Петербурге[9]. Любит технику, гаджеты и покой. Петя — добрый и отзывчивый, слегка пугливый. Сказочный Волк постоянно втягивает Петю в приключения, чтобы решать проблемы существ, о которых он только в книгах читал. Ответственный: не бросает дело, за которое взялся[10].
- Волк — это существо из другого измерения, рост примерно 1 м.[11], похож на маленькую собачку. Говорящий волк. Спокойный, ироничный, редко теряет самообладание. Через небольшие замкнутые пространства Волк легко перемещается в параллельный мир, где занимается решением проблем сказочных персонажей. Волк нетерпелив и настойчив, иногда может по наивности отрывать Петю от учёбы и домашних дел[10].

## Роли озвучивали
В озвучивании сериала принимали участие по большей части актёры, которые до этого уже работали в озвучке других проектов Алексея Лебедева, в том числе и в Смешариках.
| Актёр               | Роль                                                                                     |
| ------------------- | ---------------------------------------------------------------------------------------- |
| Иван Чабан          | Петя Семенков                                                                            |
| Владимир Маслаков   | Волк / Баба-Яга / голова Змея Горыныча                                                   |
| Анна Геллер         | Варя, мама Пети / Русалка                                                                |
| Андрей Лёвин        | Витя, папа Пети / Царь Горох / голова Змея Горыныча                                      |
| Михаил Хрусталёв    | Николай Семёнович, дедушка Пети / Царь                                                   |
| Максим Сергеев      | Кощей / граф Дракула / Джинн / Френки                                                    |
| Антон Виноградов    | голова Змея Горыныча / Богатырь / Дед Мороз / Авиатор / Русалка / Гамаюн / Викинг Магнус |
| Ксения Бржезовская  | дочь Бабы-Яги                                                                            |
| Елена Шульман       | Марья Ивановна / Царевна-лягушка / Русалка                                               |
| Владимир Постников  | гном Сильвестр                                                                           |
| Сергей Мардарь      | Агент Омега / Геракл / единорог / Богатырь                                               |
| Светлана Кузнецова  | Снегурочка / Светочка Васина                                                             |
| Алексей Лебедев     | ведущий Новостей                                                                         |
| Сергей Васильев     | сборщик душ Эрган                                                                        |
| Игорь Яковель       | второстепенные персонажи                                                                 |
| Вероника Шувалова   | второстепенные персонажи                                                                 |
| Александра Борисова | второстепенные персонажи                                                                 |

## Съёмочная группа
- Автор сериала: Алексей Лебедев.
- Сценарий: Алексей Лебедев, Владимир Заморин, Иордан Кефалиди, Виктория Агафонова, Роман Хоцанович, Эрф Баттуто, Ольга Белинская, Семён Лебедев.
- Режиссёры: Алексей Лебедев, Роман Соколов, Алексей Горбунов, Джангир Сулейманов, Александра Аверьянова, Наталья Мирзоян, Ирина Эльшанская, Андрей Бахурин, Елизавета Скворцова, Сергей Гордеев, Олег Мусин, Анна Борисова, Владимир Ли, Данило Айкович, Юлиана Чмелёва, Светлана Матросова, Наталья Григорьева.
- Ведущий аниматор: Андрей Макаров (1 и 2 серии), Юлия Дормачёва (3 серия).
- Ведущий художник по фонам: Влад Гизатулин.
- Художники: Елена Жуковская, Влад Гизатулин, Кирилл Назин, Айсылу Тимирова, Денис Сюткин, Сергей Якимов, Андрей Макаров, Сергей Люлин, Роман Соколов, Алексей Лебедев, Наталья Григорьева (2 серия), Полина Легкова (3 серия).
- Аниматоры: Андрей Макаров, Сергей Люлин, Юлия Дормачёва, Наталья Григорьева, Йога Дева Харизма (1 и 2 серия), Юлия Кудряшева (1 серия), Алина Зубкова (1 серия), Алексей Анкудинов (1 серия), Антон Власов (1 и 2 серия), Хатуна Татуашвили, Мария Тяпкина (3 серия).
- Композитор: Олег Белов (1—3, с 5 серии), Игорь Вдовин (4 серия).

## Список эпизодов

### Первый сезон
| №  | Название                            | Год производства | Дата выхода      | Сценарист       | Режиссёр              |
| -- | ----------------------------------- | ---------------- | ---------------- | --------------- | --------------------- |
| 1  | «Дело о нечаянном проклятии»        | 2019             | 14 октября 2019  | Алексей Лебедев | Алексей Лебедев       |
| 2  | «Дело Кощея»                        | 2018             | 1 августа 2019   | Алексей Лебедев | Алексей Лебедев       |
| 3  | «Дело Змея Горыныча»                | 2019             | 1 августа 2019   | Алексей Лебедев | Роман Соколов         |
| 4  | «Дело Бабы Яги»                     | 2018             | 1 августа 2019   | Алексей Лебедев | Алексей Лебедев       |
| 5  | «Дело Деда Мороза. Часть 1»         | 2019             | 1 августа 2019   | Алексей Лебедев | Алексей Лебедев       |
| 6  | «Дело Деда Мороза. Часть 2»         | 2019             | 1 августа 2019   | Алексей Лебедев | Алексей Лебедев       |
| 7  | «Дело Колобка»                      | 2019             | 3 декабря 2019   | Алексей Лебедев | Алексей Горбунов      |
| 8  | «Дело Царевны Лягушки»              | 2019             | 23 августа 2019  | Алексей Лебедев | Алексей Горбунов      |
| 9  | «Дело Водяного»                     | 2020             | 6 июня 2020      | Алексей Лебедев | Джангир Сулейманов    |
| 10 | «Дело Гномов»                       | 2020             | 6 июня 2020      | Алексей Лебедев | Алексей Горбунов      |
| 11 | «Дело о лесном духе и супер-роботе» | 2020             | 22 июня 2020     | Алексей Лебедев | Александра Аверьянова |
| 12 | «Дело о вампирах»                   | 2020             | 28 июля 2020     | Алексей Лебедев | Роман Соколов         |
| 13 | «Дело взбунтовавшегося джинна»      | 2020             | 18 сентября 2020 | Алексей Лебедев | Наталья Мирзоян       |
| 14 | «Дело о Жар-Птице и Царе Горохе»    | 2020             | 18 сентября 2020 | Алексей Лебедев | Алексей Лебедев       |
| 15 | «Дело вещей птицы Гамаюн»           | 2020             | 17 октября 2020  | Алексей Лебедев | Наталья Мирзоян       |
| 16 | «Дело о последнем викинге»          | 2020             | 17 октября 2020  | Алексей Лебедев | Наталья Мирзоян       |
| 17 | «Дело Монстра Франкенштейна»        | 2020             | 16 апреля 2021   | Алексей Лебедев | Наталья Мирзоян       |
| 18 | «Дело о привидениях»                | 2020             | 23 апреля 2021   | Алексей Лебедев | Алексей Горбунов      |
| 19 | «Дело о невидимках»                 | 2020             | 30 апреля 2021   | Алексей Лебедев | Наталья Мирзоян       |
| 20 | «Дело заблудившегося великана»      | 2020             | 7 мая 2021       | Алексей Лебедев | Алексей Лебедев       |
| 21 | «Дело о клонах»                     | 2020             | 14 мая 2021      | Алексей Лебедев | Наталья Мирзоян       |

### Второй сезон
| №  | Название                               | Год производства | Дата выхода     | Сценарист                         | Режиссёр            |
| -- | -------------------------------------- | ---------------- | --------------- | --------------------------------- | ------------------- |
| 22 | «Дело о свадьбе Русалки»               | 2021             | 1 июля 2021     | Алексей Лебедев                   | Алексей Лебедев     |
| 23 | «Дело о Мировом Древе и дровосеке»     | 2021             | 1 июля 2021     | Алексей Лебедев                   | Андрей Бахурин      |
| 24 | «Дело Оборотня»                        | 2021             | 1 августа 2021  | Алексей Лебедев                   | Елизавета Скворцова |
| 25 | «Дело о Летучем Голландце»             | 2021             | 1 августа 2021  | Алексей Лебедев                   | Алексей Лебедев     |
| 26 | «Дело об Анубисе и сбежавшей мумии»    | 2021             | 1 августа 2021  | Алексей Лебедев                   | Сергей Гордеев      |
| 27 | «Дело о Железной руке. Часть 1»        | 2021             | 3 октября 2021  | Алексей Лебедев                   | Алексей Горбунов    |
| 28 | «Дело о Железной руке. Часть 2»        | 2021             | 3 октября 2021  | Алексей Лебедев                   | Алексей Горбунов    |
| 29 | «Дело о Френки»                        | 2021             | 3 октября 2021  | Алексей Лебедев                   | Андрей Бахурин      |
| 30 | «Дело об Атлантиде. Часть 1»           | 2021             | 4 ноября 2021   | Алексей Лебедев                   | Наталья Мирзоян     |
| 31 | «Дело об Атлантиде. Часть 2»           | 2021             | 4 ноября 2021   | Алексей Лебедев                   | Наталья Мирзоян     |
| 32 | «Дело о кентавре и волшебной подкове»  | 2021             | 11 ноября 2021  | Алексей Лебедев                   | Светлана Матросова  |
| 33 | «Дело о минотавре»                     | 2021             | 11 ноября 2021  | Алексей Лебедев                   | Елизавета Скворцова |
| 34 | «Дело о царице ночи»                   | 2021             | 18 ноября 2021  | Алексей Лебедев                   | Андрей Бахурин      |
| 35 | «Дело о единороге»                     | 2021             | 18 ноября 2021  | Алексей Лебедев                   | Ирина Эльшанская    |
| 36 | «Дело о зомби, о живой и мёртвой воде» | 2021             | 25 ноября 2021  | Алексей Лебедев                   | Роман Соколов       |
| 37 | «Дело о прыжке во времени»             | 2021             | 25 ноября 2021  | Алексей Лебедев                   | Наталья Мирзоян     |
| 38 | «Дело о неполной колоде»               | 2021             | 2 декабря 2021  | Алексей Лебедев                   | Сергей Гордеев      |
| 39 | «Дело Фейро»                           | 2021             | 2 декабря 2021  | Алексей Лебедев                   | Олег Мусин          |
| 40 | «Дело богинь мщения Эринний»           | 2021             | 9 декабря 2021  | Алексей Лебедев                   | Светлана Матросова  |
| 41 | «Дело о Красавице и Чудовище»          | 2021             | 9 декабря 2021  | Владимир Заморин, Алексей Лебедев | Олег Мусин          |
| 42 | «Дело о фее-мотиваторе»                | 2021             | 9 декабря 2021  | Алексей Лебедев                   | Анна Борисова       |
| 43 | «Дело наследного принца»               | 2021             | 3 февраля 2022  | Алексей Лебедев                   | Наталья Мирзоян     |
| 44 | «Дело о сборщике душ»                  | 2021             | 10 февраля 2022 | Алексей Лебедев                   | Владимир Ли         |
| 45 | «Дело Кукундера»                       | 2022             | 17 февраля 2022 | Алексей Лебедев                   | Олег Мусин          |
| 46 | «Дело Сфинкса»                         | 2021             | 24 февраля 2022 | Алексей Лебедев                   | Наталья Мирзоян     |
| 47 | «Дело хранителей»                      | 2022             | 3 марта 2022    | Алексей Лебедев                   | Данило Айкович      |
| 48 | «Дело о двойниках»                     | 2021             | 5 мая 2022      | Алексей Лебедев                   | Светлана Матросова  |
| 49 | «Дело о хрустальном шаре»              | 2022             | 12 мая 2022     | Алексей Лебедев                   | Наталья Мирзоян     |
| 50 | «Дело рыб и их будущего»               | 2022             | 19 мая 2022     | Алексей Лебедев                   | Джангир Сулейманов  |
| 51 | «Дело йети и Великой Книги Вселенной»  | 2022             | 26 мая 2022     | Алексей Лебедев                   | Владимир Ли         |
| 52 | «Дело о кошмаре и песочном человеке»   | 2022             | 1 июня 2022     | Алексей Лебедев                   | Юлиана Чмелёва      |

### Третий сезон
| №  | Название                              | Год производства | Дата выхода      | Сценарист                       | Режиссёр           |
| -- | ------------------------------------- | ---------------- | ---------------- | ------------------------------- | ------------------ |
| 53 | «Дело о внутреннем волке»             | 2022             | 9 сентября 2022  | Иордан Кефалиди, Эрф Баттуто    | Олег Мусин         |
| 54 | «Дело о Железной леди»                | 2022             | 9 сентября 2022  | Виктория Агафонова, Эрф Баттуто | Данило Айкович     |
| 55 | «Дело о Снежной королеве»             | 2022             | 16 сентября 2022 | Роман Хоцанович, Эрф Баттуто    | Светлана Матросова |
| 56 | «Дело о демиурге и волшебном стилусе» | 2022             | 23 сентября 2022 | Алексей Лебедев                 | Владимир Ли        |
| 57 | «Дело о приворотном зелье»            | 2022             | 30 сентября 2022 | Виктория Агафонова, Эрф Баттуто | Анна Борисова      |
| 58 | «Дело о домовом»                      | 2022             | 7 октября 2022   | Алексей Лебедев                 | Олег Мусин         |
| 59 | «Дело о Ктулху»                       | 2022             | 14 октября 2022  | Роман Хоцанович, Эрф Баттуто    | Юлиана Чмелёва     |
| 60 | «Дело Книги Счастья»                  | 2022             | 21 октября 2022  | Алексей Лебедев                 | Данило Айкович     |
| 61 | «Дело о телепате»                     | 2022             | 4 ноября 2022    | Алексей Лебедев                 | Джангир Сулейманов |
| 62 | «Дело о голосе и предназначениях»     | 2022             | 11 ноября 2022   | Алексей Лебедев                 | Владимир Ли        |
| 63 | «Дело о Бзазе и мужских хобби»        | 2022             | 2 декабря 2022   | Алексей Лебедев                 | Олег Мусин         |
| 64 | «Дело о рыцарях круглого стола»       | 2022             | 9 декабря 2022   | Алексей Лебедев                 | Данило Айкович     |
| 65 | «Дело о книге судеб и её котах»       | 2022             | 30 декабря 2022  | Алексей Лебедев                 | Юлиана Чмелёва     |
| 66 | «Дело о пруде искупления»             | 2022             | 30 декабря 2022  | Алексей Лебедев                 | Наталья Григорьева |
| 67 | «Древомудр»                           | 2022             | 1 февраля 2023   | Алексей Лебедев                 | Джангир Сулейманов |
| 68 | «Дело о последней стреле Амура»       | 2023             | 15 февраля 2023  | Ольга Белинская, Эрф Баттуто    | Олег Мусин         |
| 69 | «Дело о Драконе и Георгии»            | 2023             | 28 февраля 2023  | Алексей Лебедев                 | Юлиана Чмелёва     |
| 70 | «Дело грибницы»                       | 2023             | 30 марта 2023    | Алексей Лебедев                 | Владимир Ли        |
| 71 | «Дело о пианино»                      | 2023             | 15 апреля 2023   | Семён Лебедев, Эрф Баттуто      | Светлана Матросова |
| 72 |                                       | 2023             | 30 апреля 2023   |                                 |                    |
| 73 |                                       | 2023             | 15 мая 2023      |                                 |                    |
| 74 |                                       | 2023             | 30 мая 2023      |                                 |                    |
| 75 |                                       | 2023             | 15 июня 2023     |                                 |                    |
| 76 |                                       | 2023             | 30 июня 2023     |                                 |                    |
| 77 |                                       | 2023             | 15 июля 2023     |                                 |                    |
| 78 |                                       | 2023             | 15 июля 2023     |                                 |                    |

## Трансляция
С 2019 года сериал начал выходить в онлайн-кинотеатре «Иви» и на канале «Мультиландия», а с 2020 года в онлайн-кинотеатре «КиноПоиск», который в дальнейшем станет главной площадкой для показа новых серий этого проекта. В том же 2020 году его премьера состоялась на YouTube-канале «Союзмультфильма». Эпизоды длятся по одиннадцать минут. Каждый эпизод — отдельная история, но встречаются сдвоенные серии. В 2022 году сериал был показан на канале «ТНТ». С 2023 года сериал транслируется на канале «Солнце».

## Связанные проекты
После запуска третьего сезона сериала в 2022 году на «Яндекс Музыке» также вышел подкаст «Шоу Пети и Волка», который рассчитан на семейную аудиторию.

## Критика
Сериал сравнивают с американским мультипликационным сериалом «Рик и Морти».

## Награды
- В 2019 году сериал получил российскую национальную анимационная премию «Икар» в номинациях «Стартап» и «Сценарист»[20].
- В 2020 году сериал получил премию «Икар» в номинации «Эпизод» за серию «Дело о нечаянном проклятии», а Алексей Лебедев получил за сериал премию «Икар» в номинации «Сценарист»[21][22].